# Lliga catalana de bàsquet femenina 2024-2025
La XXXVI Lliga Nacional Catalana 2024 Femenina fou la trenta-sisena edició de la Lliga catalana de bàsquet. La competició se celebrà des del 20 fins al 22 de setembre de 2024 al Pavelló Municipal Castell d’en Planes de Vic. Hi participaren els tres equips participants de la Lliga estatal, el Cadí la Seu, amfitrió i vigent campió, l'Spar Girona, el Club Joventut Badalona, i el campió de la Lliga Catalana Challenge 2024, el Lima-Horta Barcelona. La competició es disputa en format de final a quatre i una de les novetats d'aquesta edició fou l'ús de l'instant replay.
El torneig fou retransmès en directe pel canal Esport3 i fou organitzat per la Federació Catalana de Basquetbol, amb el suport de l'Ajuntament de Vic i dels altres clubs de la ciutat. L'esdeveniment s'emmarcà dins dels actes de la ciutat vigatana com a Capitalitat del Bàsquet Femení 2024.
Es proclamà campió el Cadí la Seu, que aconseguí el seu setè títol, el quart de forma consecutiva des del 2021. La jugadora ruandesa Bella Murekatete fou escollida MVP de la final.

## Quadre de competició
|  | Semifinals               | Semifinals  |                          |    | Final | Final |
|  |                          |             |                          |    |       |       |
|  | 20 de setembre 18:30 CET |             |                          |    |       |       |
|  |                          |             |                          |    |       |       |
|  | Cadí la Seu              | 68          |                          |    |       |       |
|  | Cadí la Seu              | 68          | 22 de setembre 12:15 CET |    |       |       |
|  | Lima-Horta Barcelona     | 45          |                          |    |       |       |
|  | Lima-Horta Barcelona     | 45          | Cadí la Seu              | 68 |       |       |
|  | 20 de setembre 21:00 CET |             | Cadí la Seu              | 68 |       |       |
|  |                          | Spar Girona | 55                       |    |       |       |
|  | Spar Girona              | Spar Girona | 55                       | 83 |       |       |
|  | Spar Girona              |             |                          | 83 |       |       |
|  | Joventut Badalona        | 77          |                          |    |       |       |
|  | Joventut Badalona        | 77          |                          |    |       |       |

## Semifinals
| En negreta = Equip guanyador Pts = Punts Rebs = Rebots Assist = Assistències Val = Valoració Nota: Noms dels equips segons l'època |

### Cadí la Seu vs. Lima-Horta Barcelona
A la primera semifinal, el Cadí la Seu guanyà amb comoditat al Lima-Horta Barcelona per 68 a 45 i es classificà per a la seva vintena final. Individualment, destacaren Azana Baines amb 16 punts i 7 rebots, per part alt-urgellenca, i Sieza Zenabou amb 11 punts i 7 rebots, per part barcelonina.
| 20 de setembre de 2024 18:30 CET Informe Partit | Cadí la Seu                                                                  | 68–45 | Lima-Horta Barcelona                                                | Pavelló Municipal Castell d’en Planes, Vic Àrbitres: Jorge Baena, Jordi Domingo i Joan Fanés |
| 20 de setembre de 2024 18:30 CET Informe Partit | Resultats per quarts: 22-6, 18-17, 15-12, 13-10                              |       |                                                                     | Pavelló Municipal Castell d’en Planes, Vic Àrbitres: Jorge Baena, Jordi Domingo i Joan Fanés |
| 20 de setembre de 2024 18:30 CET Informe Partit | Pts: Baines 16 Rebs: Mata, Baines, Mandic 7 Assist: Verano 5 Val: Aguilar 20 |       | Pts: Zenabou 11 Rebs: Zenabou 7 Assist: Flores 5 Val: Barrientos 11 | Pavelló Municipal Castell d’en Planes, Vic Àrbitres: Jorge Baena, Jordi Domingo i Joan Fanés |

### Spar Girona vs. Joventut Badalona
A la segona semifinal, l'Spar Girona guanyà al Joventut de Badalona per 83 a 77, després d'un partit molt igualat que es decidí a l'últim quart amb un parcial de 31 a 25. Individualment, destacaren Borislava Hristova, amb 20 punts, i Marta Canella, amb 9 punts, 6 rebots, 6 assistències i 19 de valoració, per part gironina, i Alima Dembele, amb 14 punts, 6 rebots, 1 tap i 19 de valoració, per part badalonina.
| 20 de setembre de 2024 21:00 CET Informe Partit | Spar Girona                                                                     | 83–77 | Joventut Badalona                                                    | Pavelló Municipal Castell d’en Planes, Vic Àrbitres: Víctor Mas, Pol Franquesa i Miquel Remisa |
| 20 de setembre de 2024 21:00 CET Informe Partit | Resultats per quarts: 14-17, 23-16, 15-19, 31-25                                |       |                                                                      | Pavelló Municipal Castell d’en Planes, Vic Àrbitres: Víctor Mas, Pol Franquesa i Miquel Remisa |
| 20 de setembre de 2024 21:00 CET Informe Partit | Pts: Hristova 20 Rebs: Canella 6 Assist: Lundquist 4 Val: Lundquist, Canella 19 |       | Pts: Santibáñez 15 Rebs: Dembele 6 Assist: Ramette 9 Val: Dembele 19 | Pavelló Municipal Castell d’en Planes, Vic Àrbitres: Víctor Mas, Pol Franquesa i Miquel Remisa |

## Final
El Cadí la Seu i l'Spar Girona disputaren la final de la XXXVI Lliga Nacional Catalana 2024, repetint el mateix partit de la temporada anterior. Guanyà el club alt-urgellenc per 68 a 55, aconseguint el seu setè títol, quart de forma consecutiva des del 2021, i que igualà en títols a l'Universitari de Barcelona. El matx es decidí al tercer quart on la intensitat defensiva del Cadí la Seu acabà amb un parcial definitiu de 24 a 3. La pivot ruandesa Bella Murekatete fou escollida MVP de la final, amb 16 punts, 7 rebots i 19 de valoració. Per part gironina, destacaren Klara Lundquist, amb 13 punts, 7 rebots i 3 assistències, i Borislava Hristova, màxima anotadora de la final, amb 17 punts, 6 rebots i 3 assistències.
| 22 de setembre de 2024 12:15 CET Informe Partit | Cadí la Seu                                                         | 68–55 | Spar Girona                                                                        | Pavelló Municipal Castell d’en Planes, Vic Àrbitres: Sandra Sánchez González, Josep Maria Olivares i Eva Aresté |
| 22 de setembre de 2024 12:15 CET Informe Partit | Resultats per quarts: 15-13, 12-20, 24-3, 17-19                     |       |                                                                                    | Pavelló Municipal Castell d’en Planes, Vic Àrbitres: Sandra Sánchez González, Josep Maria Olivares i Eva Aresté |
| 22 de setembre de 2024 12:15 CET Informe Partit | Pts: Murekatete 16 Rebs: Palma 8 Assist: Soler 4 Val: Murekatete 19 |       | Pts: Hristova 17 Rebs: Lundquist 7 Assist: Lundquist, Hristova 3 Val: Lundquist 15 | Pavelló Municipal Castell d’en Planes, Vic Àrbitres: Sandra Sánchez González, Josep Maria Olivares i Eva Aresté |

| Cadí la Seu | Spar Girona |

| #               | Jugadora                | Pts | Rbs. | Ass. | Val. |
| --------------- | ----------------------- | --- | ---- | ---- | ---- |
| 2               | Vanesa Jasa             | 12  | 6    | 1    | 15   |
| 6               | Marina Mata             | N/D | N/D  | N/D  | N/D  |
| 7               | Anna Palma              | 1   | 8    | 1    | 5    |
| 9               | Sona Svetlikova         | 2   | 1    | 0    | 2    |
| 10              | Violeta Verano          | 0   | 0    | 2    | 2    |
| 12              | Júlia Soler             | 5   | 4    | 4    | 12   |
| 13              | Regina Aguilar          | 2   | 1    | 1    | -1   |
| 15              | Azana Baines            | 13  | 6    | 1    | 14   |
| 21              | Ana Mandic              | 8   | 1    | 1    | 4    |
| 30              | Kiyana McGill-Jefferson | 9   | 7    | 3    | 15   |
| 55              | Bella Murekatete        | 16  | 7    | 0    | 19   |
| Total           | Total                   | 68  | 43   | 14   | 88   |
| Entrenador      |                         |     |      |      |      |
| Isaac Fernández |                         |     |      |      |      |

| Campió de la Lliga Catalana 2024-25 |
| ----------------------------------- |
| Cadí la Seu Setè títol              |
| MVP                                 |
| Bella Murekatete                    |

| #               | Jugadora           | Pts | Rbs. | Ass. | Val. |
| --------------- | ------------------ | --- | ---- | ---- | ---- |
| 5               | Klara Lundquist    | 13  | 7    | 3    | 15   |
| 6               | Ivana Jakubcova    | 2   | 3    | 0    | -1   |
| 8               | Marta Canella      | 0   | 4    | 1    | 0    |
| 11              | Carolina Guerrero  | 6   | 3    | 1    | 4    |
| 13              | Sandra Ygueravide  | 8   | 0    | 0    | -1   |
| 15              | Aina Cargol        | 0   | 1    | 0    | 0    |
| 24              | Ainhoa López       | 3   | 1    | 0    | -1   |
| 25              | Berta Ribas        | N/D | N/D  | N/D  | N/D  |
| 28              | Mamignan Touré     | 6   | 8    | 0    | 4    |
| 45              | Borislava Hristova | 17  | 6    | 3    | 14   |
| 90              | Carla Bagudà       | N/D | N/D  | N/D  | N/D  |
| Total           | Total              | 55  | 37   | 8    | 37   |
| Entrenador      |                    |     |      |      |      |
| Roberto Íñiguez |                    |     |      |      |      |